# El Diez, Sinaloa
El Diez är en ort i Mexiko.   Den ligger i kommunen Culiacán och delstaten Sinaloa, i den västra delen av landet, 1 000 km nordväst om huvudstaden Mexico City. El Diez ligger 31 meter över havet och antalet invånare är 6 939.
Terrängen runt El Diez är huvudsakligen platt, men österut är den kuperad. Runt El Diez är det ganska tätbefolkat, med 155 invånare per kvadratkilometer. Närmaste större samhälle är Culiacán, 9,8 km nordost om El Diez. Trakten runt El Diez består till största delen av jordbruksmark.